# Rambutyo
Rambutyo is een eiland dat behoort bij de Admiraliteitseilanden in Papoea-Nieuw-Guinea. Het is 88 km² groot en het hoogste punt is 308 meter. Er komt slechts één zoogdier voor, de vleermuis Pteropus neohibernicus.